# Travers (rivière)
La rivière Travers (anglais : Travers River) est située dans l'île du Sud de Nouvelle-Zélande dans le district de Tasman dans la région de Tasman.

## Géographie
Elle siège sur les bords du parc national des lacs Nelson. La vallée à travers laquelle la rivière s’écoule, est réputée pour les randonneurs et constitue une partie du circuit de  « Travers-Sabine tramping », qui suit une portion importante de la rivière, en commençant au niveau de la baie de " Kerr Bay " à Saint Arnaud et, après avoir traversé le col de « Travers » (1 787 mètres), descend la vallée de la Sabine.
La rivière Travers se déverse dans le lac Rotoiti. 
Ce n’est pas une voie navigable du fait de sa petite taille et des nombreuses cascades rocheuses. La partie inférieure de la rivière s’étend dans une prairie ouverte, qui fut labourée et enherbée par les premiers colons européens. Plus en amont, la rivière s’écoule à travers une forêt de Fagus ou hêtres non dénaturée.  Les berges supérieures sont dans une prairie subalpine au-dessus de la ligne du bush.
Le ministère de la Conservation de la Nouvelle-Zélande maintient en état un certain nombre de refuges de montagnes et d’abris, le long de la vallée de la rivière Travers et dans les montagnes alentour. Elles comprennent les refuges du « lac Head » , du « Coldwater Hut », de « Angelus Hut », de « Hopeless Hut », de « Cupola Basin Hut », de « John Tait Hut », et le « Upper Travers Hut ». Des détails sur ceux-ci peuvent être obtenus sur à partir du « DOC Visitors Centre » situé à Saint Arnaud.